# Tityus crassimanus
Espèce
Synonymes
- Isometrus crassimanus Thorell, 1876
- Isometrus antillanus Thorell, 1876
- Tityus bahoruco Teruel & Armas, 2006

Tityus crassimanus est une espèce de scorpions de la famille des Buthidae.

## Distribution
Cette espèce est endémique d'Hispaniola,. Elle se rencontre en République dominicaine dans la chaîne de Baoruco et en Haïti limitrophe.

## Description
La femelle holotype mesure 78,5 mm.

## Systématique et taxinomie
Cette espèce a été décrite sous le protonyme Isometrus crassimanus par Thorell en 1876. Elle est placée dans le genre Tityus par Kraepelin en 1899.

## Publication originale
- Thorell, 1876 : « Études Scorpiologiques. » Atti della Società Italiana di Scienze Naturali, vol. 19, p. 75–272 (texte intégral).